# Professor Jamil
| Professor Jamil              | Professor Jamil                                  |
| ---------------------------- | ------------------------------------------------ |
|                              |                                                  |
| Wappen                       | Flagge                                           |
| Wappen von Professor Jamil   | Flagge von Professor Jamil                       |
| Karten                       |                                                  |
|                              |                                                  |
| Basisdaten                   |                                                  |
| Staat:                       | Brasilien (BRA)                                  |
| Verwaltungsgliederung:       | Mittelwesten                                     |
| Bundesstaat:                 | Goiás (GO)                                       |
| Mesoregion:                  | Süd-Goiás                                        |
| Mikroregion:                 | Meia Ponte                                       |
| Angrenzende Gemeinden:       | Hidrolândia, Pircanjuba, Mairipotaba, Cromínia   |
| Distanz zu Goiânia:          | 70 km                                            |
| Geografische Lage:           | 17° 15′ S, 49° 15′ W                             |
| Zeitzone:                    | UTC-3 Sommer: UTC-2                              |
| Fläche:                      | 347,464 km²                                      |
| Einwohner:                   | 3.244                                            |
| Bevölkerungsdichte:          | 9,3 Einwohner / km²                              |
| Höhe:                        | 748 m                                            |
| Postleitzahl (CEP):          | 75645-000                                        |
| Telefonvorwahl:              | +55 64                                           |
| Adresse der Stadtverwaltung: | Rua Matilde Ferrarini Safady, 235 Setor Boa Nova |
| Offizielle Webseite:         | keine (Oktober 2011)                             |
| Jahrestag:                   | 1. Januar                                        |
| Gemeindegründung:            | 1993                                             |
| Politik                      |                                                  |
| Bürgermeister:               | Ney Fabio Novaes (PT), 2009–2012                 |
| Vize-Bürgermeister:          |                                                  |

Professor Jamil ist eine politische brasilianische Gemeinde im Bundesstaat Goiás in der Mikroregion Meia Ponte.

## Geographische Lage
Professor Jamil grenzt
- im Norden an Hidrolândia und grenzt damit an die Metropolregion Goiânia
- im Osten an Pircanjuba
- im Südwesten an Mairipotaba
- im Westen an Cromínia